# Rust Blaster
 (février 2012).
Si vous disposez d'ouvrages ou d'articles de référence ou si vous connaissez des sites web de qualité traitant du thème abordé ici, merci de compléter l'article en donnant les références utiles à sa vérifiabilité et en les liant à la section « Notes et références ».
Rust Blaster (ラストブラスター) est un shōnen manga du genre Gfantasy écrit et dessiné par Yana Toboso (auteur du manga Black Butler), publié pour la première fois dans le magazine Monthly GFantasy entre octobre 2005 et mars 2006 en 6 chapitres, puis sorti en 2006 aux éditions Square Enix. Il n'est composé que d'un seul volume et s'adresse surtout aux adolescents. Rust Blaster ne se trouve pas dans le commerce et n'existe pas en anime. 
C'est l'histoire d'un humain et d'un vampire qui doivent travailler ensemble afin de protéger le monde où les deux races coexistent. 

## Synopsis
L'histoire se déroule à l'école Millénaire, dans un monde où coexistent depuis plus de 1000 ans, les vampires et les humains. Aldred est un jeune vampire, chef de la sixième division et fils unique du directeur. Il est le seul vampire à ne pas posséder d'arme familiale, qui donne à son possesseur une capacité spéciale. Aldred est chargé de devenir ami avec Yosugara kei, un humain. Un jour, à la cafétéria de l'école, deux vampires incroyablement puissants parviennent, malgré les efforts des élèves, à boire le sang d'un des leurs (le plus grand crime qu'un vampire puisse commettre).  Yosugara kei se révèle être la « lance sacrée », une arme destructrice dont le possesseur est Aldred. Ensemble ils vont passer un contrat pour protéger le monde de la destruction.

## Personnages

### Personnages principaux
Aldred Van Envrio :
Aldred Van Enviro est un vampire. Il est aussi surnommé Al, il a 17 ans, il est le chef de la 6e division de l'école Millénaire et également le fils unique du directeur, Cain Van Enviro. Il est le seul vampire de sa division à ne pas posséder d' « arme familiale » (c'est une arme infaillible et extrêmement puissante, qui accorde à son possesseur une capacité spéciale). Il se sent différent des autres élèves de son école à cause cela, mais il apparaît comme un élève sympathique, populaire, énergique, avec un grand sens de l'humour. Mais il est aussi connu pour être un mauvais élève assez turbulent et maladroit. Néanmoins, il est très apprécié de tous et est très attaché à ses amis. 
Son père lui donne la charge de Yosugara Kei, un humain, qui va devenir un ami précieux pour lui, malgré les quelques difficultés qu'ils ont dû traverser au départ. 
Yosugara Kei :
Yosugara Kei est un humain, c'est le seul à avoir rejoint d'école Millénaire. C'est un garçon assez solitaire qui ne se montre pas très sociable, mais qui va apprendre à s'ouvrir aux autres aux côtés d'Aldred. 
Il est la « lance sacrée », l'arme familiale d'Aldred. La seule façon de libérer la lance sainte est qu'Aldred boive son sang. Mais, à chaque utilisation de cette arme, Kei s'affaiblit.
Il semble hanté par un lourd passé, en effet, il a été élevé par l’Église pour être le porteur de la lance, et il a été amené à ce considérer lui-même comme un simple objet sans sentiments. Aldred l'aidera à se libérer de cette arme qui le détruit.

### Fin de Rust Blaster
La fin de ce manga est assez incompréhensible, le retour du héros principal n'est pas dessiné mais, en regardant plus attentivement la page 34 du chapitre 6, on peut compter 6 traces de pas différentes, les personnages présents n'étant que 5 cela laisse supposer que quelqu'un s'est joint à eux, en l’occurrence le héros principal, Aldred.